# Khi ở Roma thì hãy làm như người La Mã
Khi ở Roma thì hãy làm như người La Mã (Tiếng Latinh thời Trung Cổ sī fuerīs Rōmae, Rōmānō vīvitō mōre; sī fuerīs alibī, vīvitō sīcut ibī; thường được rút ngắn thành Khi ở Roma...), hoặc phiên bản sau này là khi ở Roma thì hãy làm như Giáo hoàng, là một câu tục ngữ được gán cho Thánh Ambrose. Câu tục ngữ này có nghĩa là tốt nhất bạn nên tuân theo truyền thống hoặc phong tục của nơi mà bạn đến thăm. Câu này tương đồng với câu nhập gia tùy tục của người Việt Nam.
Thánh Monica cùng cậu con trai mình là Thánh Augustine phát hiện ra rằng Thứ Bảy được coi là ngày ăn kiêng ở Roma mà họ dự định đến thăm. Tuy vậy, lúc họ từng sống ở Milano thì Thứ Bảy không phải là ngày ăn kiêng. Họ bèn hỏi ý kiến Thánh Ambrose thì được cho biết rằng "Khi tôi ở đây (ở Milano) thì tôi không ăn kiêng vào ngày Thứ Bảy còn lúc ở Roma thì tôi ăn kiêng vào ngày Thứ Bảy". Câu trả lời đó được cho là đã dẫn đến câu nói "Khi ở Roma thì hãy làm như người La Mã".